# Gustave Arosa
Gustave Arosa (Parigi, 1818 – 1883) è stato un collezionista d'arte francese.

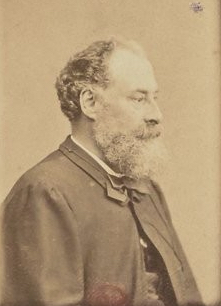

Fu collezionista di quadri realisti e impressionisti, fotografo d'arte e tutore, circa dal 1871, di Paul Gauguin. La sua collezione comprendeva Camille Corot, Eugène Delacroix, e Jean-François Millet.
Arosa introdusse Gauguin nei circoli culturali parigini e gli procurò un impiego (commesso di agente di cambio a Parigi). Conobbe e fece conoscere a Gauguin anche Schuffenecker e la danese Mette Sophie Gad, sposata poi da G. nel 1873. Nel 1874 gli presenta anche Camille Pissarro.